# Frank Joseph Dewane
Frank Joseph Dewane (Green Bay, 9 marzo 1950) è un vescovo cattolico statunitense, dal 19 gennaio 2007 vescovo di Venice.

## Biografia
Monsignor Frank Joseph Dewane è nato a Green Bay, Wisconsin, il 9 marzo 1950.

### Formazione e ministero sacerdotale
Ha seguito i normali corsi d'educazione primaria e secondaria presso le scuole pubbliche di Denmark, in Wisconsin. Ha svolto il ruolo di guardalinee nella squadra di calcio e durante le vacanze estive lavorava in una fabbrica di elettrodomestici per pagare gli studi. Dal 1968 al 1972 ha studiato presso all'Università del Wisconsin a Oshkosh dove ha conseguito un Bachelor of Science in scienze sociali. Dal 1973 al 1975 ha proseguito gli studi all'Università Cattolica d'America a Washington dove ha conseguito un Master of Arts in amministrazione degli affari internazionali e dal 1975 al 1976 ha continuato gli studi presso la George Washington University. Ha poi lavorato per la NBC a Mosca e poi per una filiale di PepsiCo a New York.
Sentendosi chiamato al sacerdozio, nel 1983 è entrato nel seminario "Notre Dame". Per un anno ha studiato filosofia all'Università di Notre Dame. Dal 1984 al 1988 è stato alunno del Pontificio collegio americano del Nord a Roma e ha ottenuto il baccellierato in teologia alla Pontificia Università Gregoriana nel 1986 e la licenza in diritto canonico al Pontificia università "San Tommaso d'Aquino" nel 1988.
Il 16 luglio 1988 è stato ordinato presbitero per la diocesi di Green Bay. In seguito è stato vicario parrocchiale della parrocchia dei Santi Pietro e Paolo a Green Bay dal 1989 al 1991, difensore del vincolo del tribunale diocesano dal 1989 al 1991, collaboratore presso la missione permanente della Santa Sede presso l'Organizzazione delle Nazioni Unite a New York dal 1991 al 1995, officiale del Pontificio consiglio "Cor Unum" dal 1995 al 2001 e sottosegretario del Pontificio consiglio della giustizia e della pace dal 22 marzo del 2001 alla nomina episcopale. Durante il suo servizio nella Curia romana ha preso parte a numerose conferenze internazionali e ad altri eventi. Ha partecipato alla Conferenza sull'ambiente e lo sviluppo di Rio de Janeiro del 1992, alla Conferenza sulla popolazione e lo sviluppo de Il Cairo del 1994, alla Conferenza sulle donne e lo sviluppo di Pechino del 1995, al Summit mondiale per lo sviluppo sociale di Copenaghen del 1995, alla Conferenza per gli insediamenti umani di Istanbul del 1996, alla Conferenza diplomatica di Roma del 1999 che ha istituito la Corte penale internazionale, alla Conferenza mondiale contro il razzismo, la discriminazione razziale, la xenofobia e l'intolleranza correlata di Durban del 2001, alla Conferenza sul finanziamento per lo sviluppo di Monterrey del 2002, al Terzo Forum sull'acqua di Kyoto del 2003 e alla quinta riunione ministeriale dell'Organizzazione mondiale del commercio di Cancún del 2003.
Nel 1992 è stato nominato cappellano di Sua Santità e il 24 marzo 2003 membro del Pontificio consiglio "Cor Unum".

### Ministero episcopale
Il 25 aprile 2006 papa Benedetto XVI lo ha nominato vescovo coadiutore di Venice. Ha ricevuto l'ordinazione episcopale il 25 luglio 2006 nella cattedrale dell'Epifania a Venice dal vescovo di Venice John Joseph Nevins, co-consacranti l'arcivescovo metropolita di Miami John Clement Favalora e quello di Dublino Diarmuid Martin. Il 19 gennaio 2007 è succeduto alla medesima sede. Come vescovo, è il leader spirituale di 250 000 cattolici del sud-ovest della Florida.
Per le sue opinioni è considerato un moderato, teologicamente conservatore, ma economicamente e socialmente progressista. Tuttavia, ha suscitato una certa polemica poco dopo la sua nomina a vescovo coadiutore quando ha dichiarato che l'eucaristia non doveva essere negata ai politici cattolici che si oppongono ad alcune posizioni della politica pubblica della Chiesa.
Durante le elezioni presidenziali del 2008 ha dichiarato: "Il diritto alla vita e alla dignità di ogni persona [...] è fondamentale per la salute di ogni società e, pertanto, deve essere attentamente considerata quando si vota per un particolare candidato. Votando stiamo facendo delle scelte morali". Ha aggiunto: "Come cattolici, siamo chiamati a rispettare e proteggere i diritti di tutti, in particolare, dei bambini non nati, dei più deboli e dei più vulnerabili tra noi. Allo stesso tempo, la famiglia, l'unità di base della società, deve essere salvaguardata, promossa e protetta sulla base del matrimonio monogamico tra un uomo e una donna".
Nel maggio del 2012 ha compiuto la visita ad limina.
Anche come vescovo ha partecipato a diverse conferenze di livello mondiale. Ha partecipato al quarto Forum mondiale sull'acqua di Città del Messico del 2004 e ha fatto parte della delegazione internazionale di dirigenti della Chiesa in missione per premere i leader europei del G8 a onorare gli impegni presi per aiutare l'Africa. Nel 2013 è stato membro di una delegazione internazionale di Catholic Relief Services che ha celebrato il 50º anniversario del lavoro di CRS in Tanzania.
In seno alla Conferenza dei vescovi cattolici statunitensi è presidente del comitato per lo sviluppo umano integrale, consulente del comitato ad hoc sul razzismo e tesoriere del consiglio di amministrazione del Pontificio collegio americano del Nord a Roma. Fa parte del consiglio di amministrazione della Holy Land Foundation e del consiglio di fondazione della Ave Maria University.
Ha ricevuto una laurea honoris causa in lettere dalla Saint Leo University ed è cavaliere di quarto grado dei Cavalieri di Colombo.
Oltre all'inglese, conosce l'italiano, il russo, il francese e lo spagnolo.

## Genealogia episcopale
La genealogia episcopale è:
- Cardinale Scipione Rebiba
- Cardinale Giulio Antonio Santori
- Cardinale Girolamo Bernerio, O.P.
- Arcivescovo Galeazzo Sanvitale
- Cardinale Ludovico Ludovisi
- Cardinale Luigi Caetani
- Cardinale Ulderico Carpegna
- Cardinale Paluzzo Paluzzi Altieri degli Albertoni
- Papa Benedetto XIII
- Papa Benedetto XIV
- Papa Clemente XIII
- Cardinale Bernardino Giraud
- Cardinale Alessandro Mattei
- Cardinale Pietro Francesco Galleffi
- Cardinale Giacomo Filippo Fransoni
- Cardinale Carlo Sacconi
- Cardinale Edward Henry Howard
- Cardinale Mariano Rampolla del Tindaro
- Cardinale Rafael Merry del Val
- Cardinale Tommaso Pio Boggiani, O.P.
- Arcivescovo John Timothy McNicholas, O.P.
- Arcivescovo Karl Joseph Alter
- Arcivescovo Edward Anthony McCarthy
- Vescovo John Joseph Nevins
- Vescovo Frank Joseph Dewane

## Araldica
| Stemma | Titolare                              | Descrizione |
|        | Frank Joseph Dewane Vescovo di Venice | In conformità con la tradizione araldica della Chiesa cattolica romana, lo stemma di un vescovo è composto da quattro elementi: uno scudo con le sue cariche (simboli); una croce processionale dorata; un galero verde con dodici nappe attaccate e una pergamena con il motto scritto in nero. Per il suo stemma, monsignor Frank Joseph Dewane ha selezionato un disegno che riflette la sua vita e la sua eredità. Ha scelto un campo argento che simboleggia trasparenza, verità e giustizia. Il gallone, un'antica figura araldica, qui in blu, simboleggia la capriata di un edificio, quella parte sotto la quale si raduna la comunità, la chiesa. Nello stemma del vescovo Dewane, il gallone è caricato di tre corone d'oro per ricordare la cattedrale di Venice, dedicata all'Epifania. Le corone, tratte dallo stemma della diocesi di Venice, simboleggiano i Re Magi, saggi astrologi che hanno seguito la stella alla ricerca di Gesù Cristo. Il blu usato per il gallone simboleggia la separazione dai valori mondani e l'ascesa dell'anima verso Dio. La Beata Vergine Maria, sotto la cui protezione il vescovo Dewane pone il suo nuovo ministero pastorale, è simboleggiata nel suo stemma da una stella blu. Essa ricorda inoltre l'Immacolata Concezione, patrona degli Stati Uniti d'America, e la devozione mariana di papa Giovanni Paolo II, che monsignor Dewane ha servito mentre lavorava per la Santa Sede. La conchiglia è una figura usata da papa Benedetto XVI nel suo stemma ed esprime la devozione filiale del vescovo Dewane al Santo Padre. Inoltre, la conchiglia è il simbolo del pellegrino, quindi ricorda il pellegrinaggio della Santa Madre Chiesa sulla terra. Il guscio è in rosso, colore dell'amore, a sottolineare l'importanza dell'amore e della carità nel nostro pellegrinaggio sulla terra. La barca a vela è il simbolo della barca di Pietro, la Chiesa. Questo è testimoniato dalla punta dell'albero a forma di croce. Questa barca appare anche nello stemma della diocesi di Green Bay, circoscrizione di origine di monsignor Dewane. Per questi motivi è posizionata alla base dello scudo. Per il suo motto, il vescovo ha adottato una frase che descrive i suoi anni di lavoro gioioso nell'area della giustizia e della pace dalla sua ordinazione al sacerdozio e in particolare negli ultimi quindici anni nel suo servizio nella Curia romana. Il brano su cui si basa il motto viene dalla Lettera ai Romani 14,17: "Il regno di Dio infatti non è questione di cibo o di bevanda, ma è giustizia, pace e gioia nello Spirito Santo". |